# Roush Fenway Racing
Pour les articles homonymes, voir Fenway.
Roush Fenway Keselowski Racing (en abrégé RFK Racing) est , depuis 1988, une écurie professionnelle NASCAR basée à Concord en Caroline du Nord.
Elle participe actuellement au championnat de la NASCAR Cup Series avec les Ford Mustang GT no 6 pilotée par Brad Keselowski et no 17 pilotée par Chris Buescher.
L'écurie était originellement dénommée Roush Racing, Jack Roush (en) en étant le propriétaire. Elle est rebaptisée Roush Fenway Racing en 2007 lorsque John W. Henry et l'entreprise Fenway Sports Group deviennent copropriétaires. Depuis 2022, et l'arrivée de Brad Keselowski comme pilote et copropriétaire, elle est officiellement dénommée RFK Racing.
Depuis sa création, l'écurie utilise exclusivement des voitures de marque Ford équipées de moteurs Roush-Yates (comme la plupart des écuries Ford en NASCAR et en ARCA). Elle était une des plus grandes écurie de course de NASCAR dans les années 2000 et au début des années 2010, engageant des voitures en NASCAR Xfinity Series, en NASCAR Camping World Truck Series, en ARCA Racing Series, en Trans-Am Series et en IMSA Camel GT.

## Parcours en NASCAR Cup series

Logo de la Roush Fenway Racing.

L'écurie débute en Cup Series en 1988 en engageant Mark Martin sur la voiture no 6. Il remporte 35 courses entre 1989 et 2005 et termine à quatre reprises second du championnat. Le premier titre est remporté par Matt Kenseth en 2003 au volant de la no 17. La Roush Fenway Racing récidive l'année suivante avec la no 97 de Kurt Busch. En 2008, Carl Edwards réussit la performance de gagner neuf courses mais finit second du championnat derrière Jimmie Johnson.

## Référence
1. ↑   (en) Roush Fenway Racing NASCAR Statistics (driveraverages.com)